# Пригородный (Вышневолоцкий район)
При́городный — посёлок сельского типа в Вышневолоцком районе Тверской области. Входит в состав Сорокинского сельского поселения.
Расположен на выезде из города Вышнего Волочка по автодороге «Вышний Волочёк—Бежецк», сразу за городской чертой.
В посёлке 11 улиц, более 50 домов, большинство жителей проживают в многоквартирных домах. Население по переписи 2002 года — 1490 человек, 691 мужчина, 799 женщин.
К востоку от посёлка расположен большой водоём — затопленный песчаный карьер (Борьковско-Терелесовское песчано-гравийно-валунное месторождение).

## История
Посёлок возник в 1951 году в связи с созданием МТС. В 1960-е годы назывался посёлок Вышневолоцкая РТС. Современное название с 197? года. В Советское время в посёлке работали «Сельхозтехника», «Агрохимия», автотранспортные предприятия «Агротранс» и «Дорспецстрой», «ПМК-5», льносемстанция. А также сельхозтехникум, школа, детский сад, баня, столовая, почта.
В 1997 году в посёлке было 587 хозяйств (квартир), 1741 житель.